# Fercé

Localització de Fercé

Fercé  (en bretó Ferreg) és un municipi francès, situat a la regió de país del Loira, al departament de Loira Atlàntic, que històricament va formar part de la Bretanya. L'any 2006 tenia 485 habitants. Limita amb Soulvache, Rougé i Noyal-sur-Brutz a Loira Atlàntic, Martigné-Ferchaud i Thourie a Ille i Vilaine.

## Demografia
| 1962                                       | 1968 | 1975 | 1982 | 1990 | 1999 |
| ------------------------------------------ | ---- | ---- | ---- | ---- | ---- |
| 529                                        | 545  | 501  | 459  | 499  | 517  |
| Des de 1962: població sense dobles comptes |      |      |      |      |      |

## Administració
| Període   | Identitat       | Partit        |
| --------- | --------------- | ------------- |
| 2001-2008 | Yannick Massard | Divers gauche |
| 2008-     | Noël Jouan      |               |